# Barbacenia glauca
Barbacenia glauca là một loài thực vật có hoa trong họ Velloziaceae. Loài này được Mart. ex Schult. & Schult.f. miêu tả khoa học đầu tiên năm 1829.